# Jung Yong-hwa
Dans ce nom coréen, le nom de famille, Jung, précède le nom personnel.
Jung Yong-hwa (coréen : 정용화), né le 22 juin 1989 à Busan, est un chanteur, compositeur et musicien sud-coréen, occasionnellement acteur.
Il a fait ses débuts d'acteur à la télévision avec le rôle de Kang Shin-woo dans le drama You're Beautiful le 7 octobre 2009, mais est surtout connu pour le rôle de  Lee Shin dans la série télévisée Heartstrings (2011), avec Park Shin-hye. Il est le leader, chanteur et guitariste principal du boys band CN Blue, qui a débuté en août 2009 au Japon et en janvier 2010 en Corée du Sud.

## Biographie
Jung Yong Hwa déménage à Pusan en 1991, où il vit jusqu'à l'école secondaire. C'est précisément là-bas qu'il commence à étudier la musique. Après avoir obtenu son examen d'entrée à l'université, il retourne à Séoul, où il rejoint la FNC Music et commence à apprendre à jouer de la guitare basse à F&C Academy.

## Carrière

### Carrière musicale
Jung fait ses débuts musicaux en intégrant le groupe CN Blue. Le 25 mai 2010, la FNC Music annonce que Jung Yong-hwa souffre d'une laryngite. Il est alors hospitalisé du 24 au 27 mai 2010, une intervention chirurgicale pourrait avoir lieu à l'avenir.
Le 14 janvier 2011, Yong-hwa sort son premier single en solo, For First Time Lovers. Le 20 août 2011, Jung chante cette chanson avec Seohyun, membre du girl group Girls' Generation, au « K-pop All Star Live in Niigata » à Niigata, au Japon. En novembre 2011, l'album In My Head des CN Blue est certifié disque d'or par la Recording Industry Association of Japan (RIAJ), ce qui signifie que leur album studio a été vendu à plus de 100 000 exemplaires seulement un mois après la mise en vente. Le single In My Head a par ailleurs été choisi comme chanson de générique de fin pour la série animée japonaise Supernatural: The Animation, spin-off de la série américaine Supernatural.
En 2012, il fait un featuring avec la nouvelle chanteuse Juniel, du même label que lui (FNC Music), sur la chanson BaBo, pour la faire connaître au grand public coréen.

### Carrière d'acteur
Il a fait ses débuts à la télévision avec le rôle de Kang Shin-woo dans le drama You're Beautiful, diffusé sur SBS du 7 octobre au 26 novembre 2009. Comme la série tourne autour de la vie d'un groupe musical, Jung Yong Hwa a joué le rôle du guitariste de A.N.Jell, avec Jang Geun-suk qui interprète le leader du groupe, Park Shin-hye jouant deux rôles, et Lee Hongki du boys band F.T. Island, interprétant le batteur du boys band.
À l'été 2011, il incarne le rôle de Lee Shin dans la série Heartstrings, de nouveau avec Park Shin-hye.
Il ne sera finalement pas à l'affiche du nouveau drama The Heirs à l'automne 2013. Il devait y partager l'affiche avec Lee Min Ho et de nouveau, Park Shin-hye.
En revanche il joue Park Se-joo, jeune homme qui se fait passer pour un cadreur, dans le drama Marry Him If You Dare en 2013, avec Yoon Eun-hye et Lee Dong-gun.

### Émissions de télévision
Après son succès d'acteur, il rejoint une émission sur la protection des animaux diffusée sur MBC, Our Sunday Night, avec sept autres célébrités, dont Kim Hyun-joong. Il a ensuite continué en tant qu'animateur pour l'émission Eco House, qui traite sur le changement climatique mondial.
En février 2010, Jung Yong Hwa a participé au show TV We Got Married avec Seohyun, membre du girl group Girls' Generation, sur MBC. Ils terminent tous deux le show le 15 mars 2011. Le couple a été très populaire à l'étranger, notamment au Japon, en Chine et en Thaïlande.

## Discographie

### Albums studios
| Titre             | Détails                                                         |
| ----------------- | --------------------------------------------------------------- |
| One Fine Day      | - Date de sortie : 20 janvier 2015 - Label : FNC Entertainment  |
| Summer Calling    | - Date de sortie : 17 août 2017 - Label : Warner Music Japan    |
| Feel the Y's City | - Date de sortie : 26 février 2020 - Label : Warner Music Japan |

### Extended play
| Titre                 | Détails                                                        |
| --------------------- | -------------------------------------------------------------- |
| Do Disturb            | - Date de sortie : 19 juillet 2017 - Label : FNC Entertainment |
| Stay In Touch (和.唱) | - Date de sortie : 22 juin 2021 - Label : Warner Music Taïwan  |

## Filmographie

### Séries télévisées
| Année | Programme               | Rôle                   | Notes                        | Chaîne |  |
| ----- | ----------------------- | ---------------------- | ---------------------------- | ------ |  |
| 2009  | You're Beautiful        | Kang Shin-woo          | Débuts d'acteur              | SBS    |  |
| 2011  | Heartstrings            | Lee Shin               | Rôle principal               | MBC    |  |
| 2012  | A Gentleman's Dignity   | Jung Yong Hwa Lui Même | Apparition dans l'épisode 13 | SBS    |  |
| 2013  | Marry Him If You Dare   | Park Se-joo            | Rôle principal               | KBS2   |  |
| 2014  | The Three musketeers    | Park Dal-Hyang         | Rôle Principal               | tvN    |  |
| 2017  | The Package             | San Ma-Roo             | Rôle Principal               | jTBC   |  |
| 2021  | Sell Your Haunted House | Oh In-beom             | Rôle principal               | KBS2   |  |

### Cinéma
| Année | Titre           | Rôle          | Notes          |
| ----- | --------------- | ------------- | -------------- |
| 2017  | Cook Up a Storm | Chef Ahn Paul | Débuts de film |

### Émissions télévisées
| Année     | Titre                                                                | Chaîne | Notes          |
| --------- | -------------------------------------------------------------------- | ------ | -------------- |
| 2009–2010 | Our Sunday Night/Eco House                                           | MBC    | Co-animateur   |
| 2010–2011 | We Got Married                                                       | MBC    | Couple YongSeo |
| 2010–2011 | Night After Night                                                    | SBS    | Co-animateur   |
| 2010–2011 | Running Man (épisodes 7, 11, 17, 35, 36, 72,73, 104, 127,129 et 186) | SBS    | Invité         |
| 2012      | Invincible Youth (épisode 21)                                        | KBS2   | Participant    |

### MC
| Année     | Titre                      | Chaîne |
| --------- | -------------------------- | ------ |
| 2010–2011 | The Music Trend - Inkigayo | SBS    |
| 2009–2010 | SBS Gayo Daejeon           | SBS    |

## Publicités
- 2011 : Scotch Puree
- 2011 : Hazzys Acc
- 2011 : BangBang
- 2011 : Suit House
- 2010 : Suit House
- 2010 : NII (été)
- 2010 : Holika Holika
- 2010 : Sony Ericsson Xperia X10

## Récompenses
| Année | Prix |
| ----- | --- |
| 2009  | - SBS Drama Awards : « Award pour une nouvelle star » (You're Beautiful) |
| 2010  | - 2010 MBC Entertainment Awards : « Award pour la popularité » (We Got Married) - 2010 SBS Entertainment Awards : SBS Variety - « Award pour une nouvelle star » (The Music Trend - Inkigayo) - 2010 Korea Drama Festival : « Award pour la popularité » (You're Beautiful) |

### Sources
- (en) Cet article est partiellement ou en totalité issu de l’article de Wikipédia en anglais intitulé « Jung Yong Hwa » (voir la liste des auteurs).